# توماس برتراند
توماس برتراند (بالإنجليزية: Thomas Bertrand)‏ هو مجدف أسترالي، ولد في 9 يوليو 1987 في وارنامبول في أستراليا.

## وصلات خارجية
- توماس برتراند على موقع الاتحاد الدولي للتجديف (الإنجليزية)